# Simone Susskind
Simone barones Susskind, geboren Simone Weinberger (Elsene, 19 oktober 1947) is een Belgisch politica voor de PS.

## Levensloop
Simone Susskind was de dochter van Joodse vluchtelingen uit Oost-Europa die hun leven na de Tweede Wereldoorlog heropbouwden in België, na de Holocaust te hebben overleefd. Ze behaalde in 1970 een licentie in de sociale wetenschappen en een kandidatuur in de economische wetenschappen aan de ULB.
Na haar studies ging ze aan de slag bij het Centre Communautaire Laïc Juif (CCLJ), een seculiere Joodse culturele vereniging die in 1959 werd opgericht door haar latere echtgenoot David Susskind (1925-2011). Susskind was van 1970 tot 1986 secretaris-generaal en van 1986 tot 1996 voorzitter van het CCLJ en nam in deze hoedanigheid vanaf 1988 verschillende culturele, educatieve en vredesinitiatieven om de publieke dialoog tussen Israëli's en Palestijnen aan te wakkeren.
In 1995 richtte Simone Susskind de vzw Actions in the Mediterranean op, gericht op het promoten en ontwikkelen van samenwerking tussen mediterraanse en Europese vrouwen en het ondersteunen van dialoog en conflictoplossing tussen vrouwen. In 2000 verzorgde ze de Euro-Mediterraanse Conferentie voor de Bevordering van Vrouwen voor Economische Ontwikkeling, een initiatief van de Belgische regering in het kader van het Euro-mediterraan partnerschap, gesteund door de Europese Commissie, en het jaar nadien stond ze in voor de voorbereiding en de coördinatie van het project De Rol van Vrouwen in Economische Ontwikkeling: de Gelijkheidsdimensie tussen Mannen en Vrouwen in het Euro-Mediterraan Partnerschap, een samenwerking tussen het Belgische voorzitterschap van de Europese Unie en de Europese Commissie. In navolging van dit initiatief lanceerde de Europese Commissie in 2003 een regionaal programma voor de rol van vrouwen in economische ontwikkeling.
In 2014 stond Susskind eveneens aan de wieg van het project Israël-Palestine : Pour Mieux Comprendre, een initiatief om Brusselse scholieren met diverse sociaal-culturele achtergronden via verschillende didactische activiteiten te confronteren met de complexiteit van het Israëlisch-Palestijns conflict en vooroordelen hieromtrent te bestrijden. Een ander project van haar hand was  Femmes Leaders de Demain, dat zich richtte op het bevorderen van de betrokkenheid van vrouwen in de politiek door hen te laten netwerken met Belgische en Maghrebijnse verkozenen. 
Als activiste voor de vrede tussen Israëliërs en Palestijnen, mensenrechten en vrouwenrechten kreeg Susskind al verscheidene prijzen en eretekens. In 1991 kreeg ze de prijs Vrouw van het jaar, in 2000 werd ze doctor honoris causa aan de ULB en in 2012 werd ze door Koning Albert II benoemd tot barones. Ze kreeg ook de Prijs van het Midden-Oosten.
Van 1992 tot 1996 was Simone Susskind daarenboven lid van de raad van bestuur van de Franstalige openbare omroep RTBF. In 2000 trad ze toe tot het politiek bureau van de PS en werd ze adviseur van partijvoorzitter Elio Di Rupo inzake gelijke kansen tussen vrouwen en mannen en internationale zaken, met name in het Midden-Oosten. Ook werd ze afgevaardigd naar het Comité voor het Midden-Oosten van de Socialistische Internationale. Daarnaast was Susskind vanaf 2004 adviseur voor preventieve diplomatie voor toenmalig minister van Justitie Laurette Onkelinx, om haar bij te staan in projecten ter versterking van internationale gerechtigheid en mensenrechten en gelijkheid tussen vrouwen en mannen in Afghanistan, Latijns-Amerika, het Midden-Oosten, de Maghreb, Turkije en de streek van de Grote Meren. 
In mei 2014 werd Susskind voor de PS verkozen in het Brussels Hoofdstedelijk Parlement. Ze bekommerde er zich om de strijd tegen geweld op en intimidatie van vrouwen, de erkenning van wandaden begaan tijdens de kolonisatie van Congo en het opzetten van interculturele dialoog over de teruggave van Afrikaans cultureel erfgoed, de bestrijding van armoede en sociale kwetsbaarheid, de toegang tot water, elektriciteit en gezondheidszorg en liet een resolutie goedkeuren over de erkenning van de Palestijnse staat door het Brussels Hoofdstedelijk Parlement. Susskind zetelde van 2014 tot 2016 in de commissie Infrastructuur, van 2016 tot 2017 in de commissie Financiën en Algemene Zaken en van 2014 tot 2019 in de commissie Leefmilieu en Energie en het adviescomité voor Gelijke Kansen. Van november 2017 tot mei 2019 zetelde ze eveneens als deelstaatsenator in de Senaat. In mei 2019 raakte ze niet herkozen als Brussels Parlementslid, maar van juni tot juli 2019 kon ze toch nog even in het Brussels Parlement zetelen als vervangster van Fadila Laanan, ontslagnemend staatssecretaris in de Brusselse Hoofdstedelijke regering.